# Nigel Stafford-Clark
Nigel Stafford-Clark (Bromley, 12 juin 1948) est un producteur de cinéma britannique. 

## Biographie
Il a étudié au Trinity College.

## Filmographie
- Warriors, l'impossible mission
- Stormy Monday

## Distinctions et récompenses
Entre 1999 et 2005 il a obtenu à trois reprises le British Academy Television Award de la meilleure mini-série dramatique, pour He Knew He Was Right, Warriors, l'impossible mission et The Way We Live Now.